# Банатовское
Банатовское — исчезнувшее село в Отрадненском районе Краснодарского края. Располагалось на территории современного Отрадненского сельского поселения. Снято с учёта 31 декабря 1988 года.

## География
Село располагалось в 12 км к северо-востоку от станицы Отрадной, в верховье балки Никольская. Близлежащие населенные пункты: на юге в 5 км — аул Абаза-Хабль, 4,5 км. — хутор Грушка, в 4 км. — аул Мало-Абазинск; на севере в 7 км. — села Петровское.

## История
После окончания Гражданской войны руководство Баталпашинского округа предложило эстонцам, проживавшим в селении Марухо-Эстонское, переселиться с гор на равнину. Для переселения были предложены бывшие земли помещика Н. Макеева вблизи станицы Отрадной. Весной 1923 года около 70 семейств сёл Марухо-Эстонское и Хуссы-Кардоник, а также 12 семейств из других сёл, основали хутора Эстоновский, Банатовский и Петровский. На новое место были  в разобранном виде перевезены дома и церковь. В бывшей помещичьей усадьбе был размещён детский дом. В 1930 году на хуторе организовывается колхоз «Вейтлус»
.
28 июня 1938 года сотрудниками УНКВД по Краснодарскому краю по обвинению в участии в Эстонской националистической контрреволюционной диверсионно-шпионской и террористической организации, проведении вредительской работы в колхозе, сборе разведывательных сведений и подготовке к «вооружённому выступлению против Советской власти в случае нападения на СССР капиталистических государств» на хуторе было арестовано всё взрослое мужское население (всего 24 человека). Вначале их перевезли в населённый пункт Эстоновский, где присоединили к арестованным по тому же обвинению жителям села, а затем в Краснодар для продолжения допросов и следствия. В октябре 1938 года по решению троек НКВД все арестованные были расстреляны. 
7 февраля 1956 года дело так называемой Эстонской националистической контрреволюционной диверсионно-шпионской и террористической организации было пересмотрено Военным трибуналом Северо-Кавказского военного округа, который отменил постановления «Особой тройки» УНКВД Краснодарского края от 26 сентября 1938 года. Все лица, проходящие по этому делу, были полностью реабилитированы.
В 1958 году хутора Банатовский, Красный Батрак, Одинцовский и Удобненский были объединены в один населённый пункт — село Банатовское.

## Память
28 июля 1990 года в Таллине в память о репрессиях 1938 года был открыт мемориал «Uus-Eesti». На двух чёрных глыбах, символизирующих сёла Новоэстонское и Банатовское, пострадавших в тот год, размещён список расстрелянных крестьян-эстонцев.